# 욕심쟁이 거인

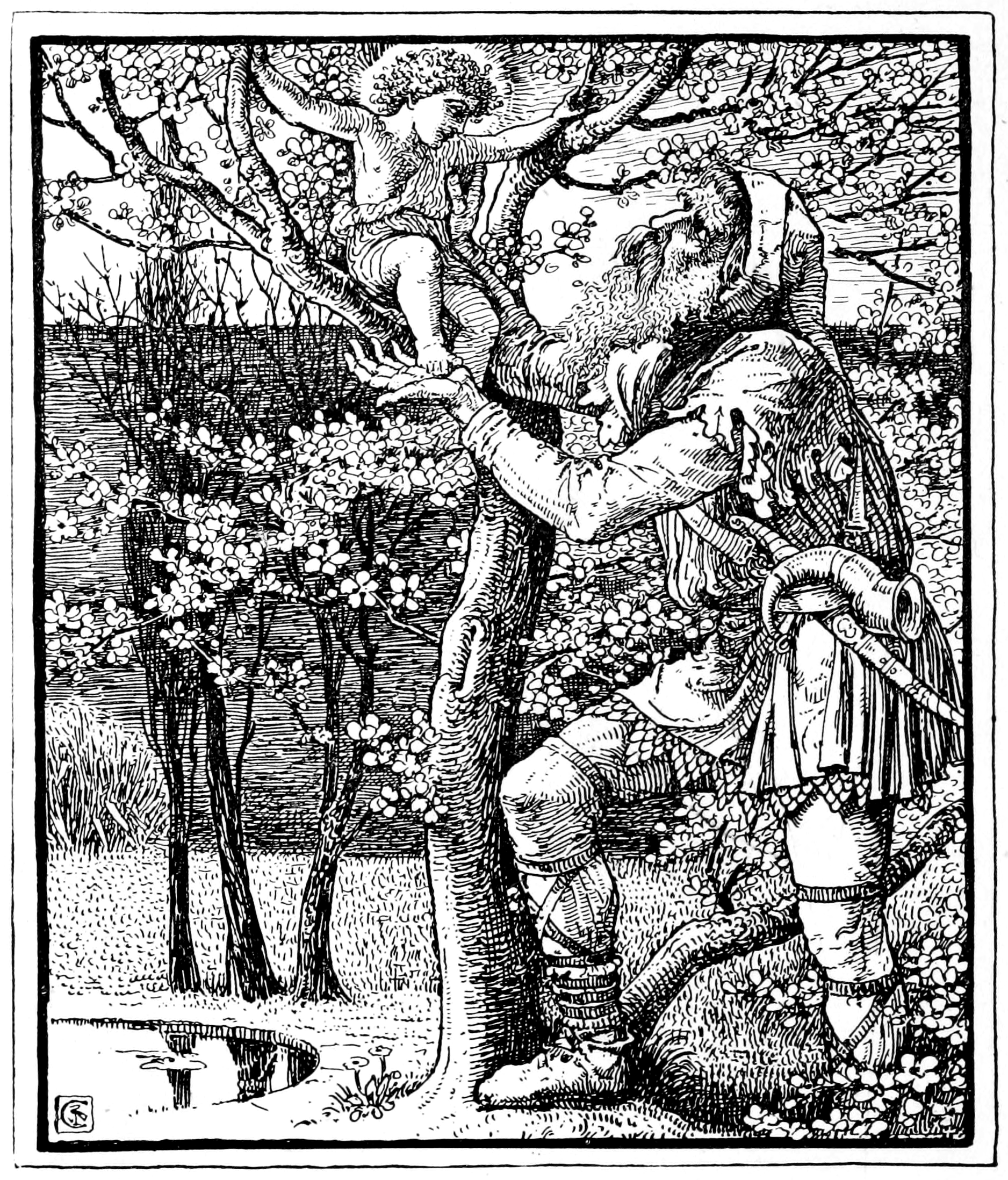
월터 크레인의 그림

《욕심쟁이 거인》(영어: The Selfish Giant)은 오스카 와일드가 지은 동화 작품 가운데 하나이다. 1888년 동화집 《행복한 왕자와 다른 이야기들》(The Happy Prince and Other Tales)을 통해 발표한 동화 작품이다. 어른들과 아이들 간의 소통을 주제로 하고 있으며 어른들의 이기적인 행동에 대한 일침을 가하는 내용을 담고 있다.

## 줄거리
옛날 거인이 소유한 정원에는 달콤한 맛의 열매가 자라는 나무와 좋은 향기를 가진 아름다운 꽃이 있었다. 아이들은 거인의 정원에서 노는 것을 좋아했다. 그러던 어느 날, 7년 만에 자신의 정원으로 돌아온 거인은 악귀와 같은 모습으로 변하게 된다. 거인은 자신의 정원에서 뛰어놀고 있던 아이들한테 거친 말을 하며 정원 밖으로 쫓아냈다. 거인은 정원 안에 절대로 들어오지 말라는 팻말을 내걸었고 정원에 담장을 쌓는다.
거인은 아이들을 쫓아낸 뒤 자신이 정원을 독차지하게 되었다는 사실에 만족한다. 그러나 얼마 지나지 않아 거인의 정원엔 추운 겨울이 온다. 시간이 지나면서 정원 밖에서는 따뜻한 봄을 맞아 꽃이 피고 나무에서 열매가 자라고 있었지만 거인의 정원에는 겨울만 계속되었다.
어느 날 아이들은 담장 아래의 작은 구멍을 통해 다시 거인의 정원으로 들어가게 되면서 거인의 정원도 봄을 맞게 된다. 거인은 자신의 어리석음을 깨닫고 정원 밖에 있던 담장을 스스로 허물게 된다.

## 같이 보기
- 행복한 왕자